# HMS Research (1863)
Pour les autres navires du même nom, voir HMS Research.
Le HMS Research était un petit navire cuirassé, converti à partir d'un sloop à coque en bois et conçu comme une plate-forme expérimentale permettant d'essayer de nouveaux concepts d'armement et de blindage. Il a été lancé en 1863, désarmé en 1878 et vendu pour démolition en 1884, après avoir affiché de sérieuses limitations en tant que navire de guerre.
Dans la période de 1860 à 1865, le Conseil de l'Amirauté était sérieusement préoccupé par la rapidité avec laquelle la France produisait des navires de guerre cuirassés. L'une des mesures prises pour contrer cette menace perçue a été la conversion de navires en bois britanniques partiellement construits en cuirassés, y compris de grands navires comme les cuirassés de la Prince Consort-class ironclad (en).

## Conception et description
Ayant été déposé le 3 septembre 1861, l'approbation fut donnée pour sa conversion en cuirassé le 1er septembre 1862. Il fut lancé du chantier naval de Pembroke Dockyard le 15 août 1863 et mise en service le 6 avril 1864.

### Conversion
Le sloop de 17 canons Trent avait été commandé en novembre 1860 comme faisant partie de la Camelion-class sloop (en). Il a été sélectionné pour être converti en cuirassé et son nom a été changé en Research. Bien que construi depuis un an, les travaux n'étaient pas très avancés et les modifications nécessaires à sa longueur et à sa largeur pouvaient facilement être apportées. Une nouvelle conception du constructeur en chef de la Royal Navy, Sir Edward Reed, a vu ses extrémités de sloop remplacées par une poupe ovale et une proue de bélier.

### Armement
Son armement fut transporté dans un compartiment blindé au milieu du navire qui, lorsqu'il a été utilisé dans des conceptions ultérieures, est devenu connu sous le nom de navire à batterie centrale. L'armement conçu de dix-sept canons a été abandonné et la puissance offensive du navire a été concentrée dans quatre canons à âme lisse de 100 livres (Somerset cannon (en), qui étaient à l'époque les canons les plus puissants à flot. Alors que ces canons étaient certainement beaucoup plus efficaces contre les blindés que les pièces plus petites, on peut se demander si une bordée à deux canons aurait prévalu contre des cuirassés plus généreusement armés.

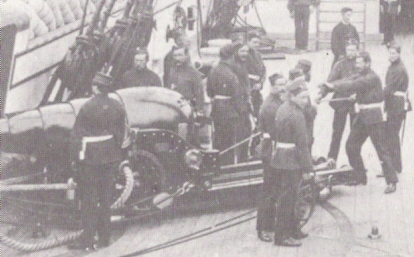
RML 7-inch gun

Pour la première fois, dans ce navire, un degré de tir axial était possible à partir de canons latéraux. Les côtés de la coque étaient encastrés à chaque extrémité de la batterie et des sabords ont été construits face à l'avant et à l'arrière vers lesquels les canons pouvaient être déplacés. Déplacer les canons autrement que par temps calme était une procédure dangereuse.
Le canon à âme lisse Somerset a été remplacé en 1870 par quatre canons à chargement par la bouche de 7 pouces (180 mm) de 6½ tonnes (RML 7-inch gun), en grande partie à cause de la difficulté à travailler et à contrôler les canons.

### Armure
Une fois terminée en tant que cuirassé, il était équipé d'une Ceinture blindée et d'un blindage de Batterie de 110 mm
L'armure de fer était soutenue par 50 cm de teck.

### Propulsion
La recherche a été équipée d'une machine à vapeur horizontale à simple expansion Boulton & Watt à 2 cylindres d'une puissance nominale de 200 chevaux-vapeur. La vapeur était fournie par deux chaudières tubulaires, et l'hélice, qui mesurait 4 m de diamètre, pouvait être hissée hors de l'eau pour de meilleures performances sous voile. La puissance totale de 937 chevaux indiqués (699 kW) (après un radoub en 1869, elle a été portée à 1 040 chevaux) était suffisante pour la propulser à un peu plus de 10 nœuds (19 km/h). Elle transportait 130 tonnes de charbon.

## Service

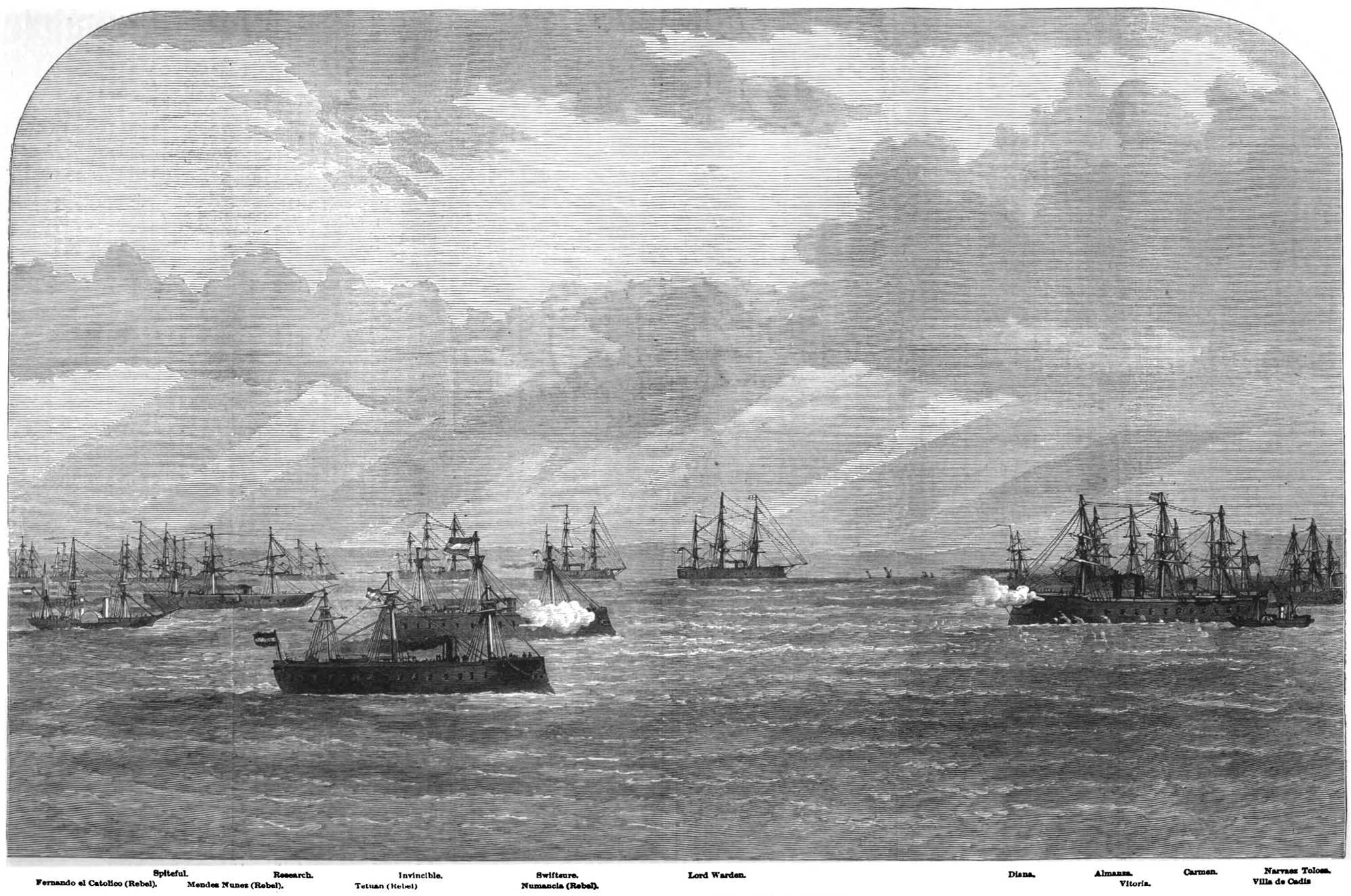
Lors de la bataille d'Escombrera en
Elle a servi dans la flotte de la Manche de 1864 à 1866 et en Méditerranée de 1871 à 1878

Le 1er décembre 1865, il s'échoue au large de Harrington Point, dans le comté de Waterford. Le navire a été renfloué le jour suivant et a navigué pour Portsmouth, Hampshire. Le 1er janvier 1868, tandis que sur les devoirs de patrouille à la côte sud de l'Irlande, il s'est échoué près du Cork Harbour tout en donnant la chasse à un navire américain, Alaska. Au cours de la cour martiale qui a suivi, il a été démontré que le navire ne s'était pas en fait échoué sur Daunt Rock, mais plutôt sur l'épave du navire à vapeur britannique City of New York, qui avait fait naufrage près du rocher un an auparavant, et les officiers du navire ont été disculpés.
Le 1er septembre 1873 à Carthagène, la recherche a participé à la bataille de la baie d'Escombrera dans le cadre d'un escadron britannique, où ils ont attaqué et retiré les navires de guerre espagnols rebelles Vitoria et Almansa de la baie. Ce fut la seule fois de sa courte carrière que Research a vu l'action. Il a été décommissionné en 1878 et vendu pour démolition en 1884.